# Darya Lantratova
Darya Sergeyevna Lantratova (em russo: Дарья Сергеевна Лантратова; Mosrentgen, 20 de maio de 1984), é uma política russa que atualmente é senadora do poder executivo da República Popular de Luhansk desde 20 de dezembro de 2022.

## Biografia
De acordo com a sua biografia oficial, Darya Lantratova nasceu em Mosrentgen, no Oblast de Moscou, em 20 de maio de 1984. Em 2006, ela se formou na Universidade Pedagógica Estatal de Moscou e em 2022 na Academia de Economia Nacional e Administração Pública.
Desde 2008, ela trabalhou no serviço de imprensa do governo russo sob Vladimir Putin como primeiro-ministro. Ela então assumiu o cargo de Chefe do Departamento de Coordenação de Interação de Informações com Agências Governamentais da administração presidencial de Vladimir Putin após seu retorno como Presidente da Rússia. Em 2021, ela foi nomeada deputada de Andrey Turchak, então secretário do Conselho Geral do partido no poder, o Rússia Unida.

### Papel durante a invasão russa da Ucrânia
De acordo com relatos da mídia, após a invasão russa da Ucrânia em 2022, Lantratova esteve envolvida no desenvolvimento de narrativas anti-ucranianas comunicadas centralmente pela propaganda de guerra russa.
Em 20 de dezembro de 2022, Leonid Pasechnik, chefe interino da República Popular de Luhansk, um sujeito federal russo estabelecido no território do Oblast de Luhansk ocupado e anexado da Ucrânia, aprovou Lantratova como senadora representando a república no Conselho da Federação da Rússia. Ao mesmo tempo, ela manteve seu cargo de secretária adjunta do Conselho Geral do partido Rússia Unida. Em 23 de dezembro, durante a reunião do Conselho da Federação, ela foi confirmada à câmara.

### Sanções
Em 25 de fevereiro de 2023, Lantratova foi adicionada à lista de sanções da UE, junto com outros indivíduos e organizações que apoiaram a invasão russa da Ucrânia em 2022. De acordo com a decisão do Conselho da UE, “Ao assumir e agir nesta qualidade [como representante da chamada “República Popular de Luhansk” ilegalmente anexada], ela está, portanto, a apoiar acções e políticas que comprometem a integridade territorial, a soberania e a independência da Ucrânia.

## Vida pessoal
Lantratova é descendente de letões. De acordo com relatos da mídia, antes de 2008 ela participou das atividades do coro Tālava da Sociedade Cultural Letã de Moscou. Com o coro, ela participou do 23º Festival de Canção e Dança da Letônia em 2003.